# Litica
Litica ili klif abrazijski je oblik marinskog procesa. To su poglavito strme obale nastale djelovanjem abrazije. 
Procesi abrazije se ponavljanju i klif postupno uzmiče, usporedno s tim razrušena se stjenovita građa taloži stvarajući strmu vanjsku obalu.

## Vanjske poveznice
|  | Zajednički poslužitelj ima stranicu o temi Klif       |
|  | Zajednički poslužitelj ima još gradiva o temi Klifovi |